# Clásico Tamaulipeco
Clásico Tamaulipeco bezeichnet die Begegnung zwischen dem Tampico-Madero FC und den UAT Correcaminos, den beiden erfolgreichsten Fußballvereinen aus dem mexikanischen Bundesstaat Tamaulipas. Der Tampico-Madero FC aus dem Ballungsraum der Hafenstädte Tampico und Ciudad Madero entstand 1982 durch Umwandlung des 1945 gegründeten Club Deportivo Tampico. Der Vorgängerverein hatte 1953 zum bisher einzigen Mal den mexikanischen Meistertitel und 1961 zum bisher ebenfalls einzigen Mal auch den Pokal nach Tamaulipas geholt. Der rivalisierende Club UAT Correcaminos wurde 1980 gegründet und ist in der rund 250 km nordwestlich gelegenen Ciudad Victoria beheimatet. Seine Ursprünge liegen jedoch ebenfalls in Tampico, was die Rivalität besonders in der Anfangszeit zusätzlich befeuert haben dürfte.

## Geschichte
Der Tampico-Madero FC war seit seiner Umwandlung 1982 in der Primera División vertreten (und ununterbrochen bereits seit 1977, wenn man die Erstligazugehörigkeit seines Vorgängervereins CD Tampico hinzurechnet) und durch den erstmaligen Aufstieg der UAT Correcaminos 1987 gab es in den drei Spielzeiten zwischen 1987 und 1990 insgesamt sechs unmittelbare Aufeinandertreffen zwischen beiden Vereinen. Ihre erste Begegnung fand am 13. September 1987 mit Heimrecht der UAT statt und endete ebenso unentschieden (1:1) wie das Rückspiel mit Heimvorteil von TM am 7. Februar 1988 (0:0). Auch die beiden Begegnungen der folgenden Saison 1988/89 endeten jeweils remis (5:5 und 2:2), ehe die UAT Correcaminos sich in der Saison 1989/90 zweimal mit 1:0 durchsetzen konnten. Nachdem der Tampico-Madero FC seine Lizenz zum Saisonende veräußert hatte, kam die Begegnung erst 1994/95 wieder zustande und endete erneut zweimal unentschieden (1:1 und 0:0), wobei die Mannschaft der Jaibas Bravas die Rückrunde unter der Bezeichnung TM Gallos Blancos in Querétaro bestritt. Am Ende derselben Spielzeit stiegen beide Vereine gemeinsam ab und waren seither auch nicht mehr in der höchsten Spielklasse vertreten.
Zu direkten Aufeinandertreffen kam es seither nur noch in einigen gemeinsamen Spielzeiten der jeweils zweithöchsten Spielklasse. Dieser gehören die Correcaminos seither ununterbrochen an, während die Jaibas Bravas über weite Strecken nur in der jeweils dritthöchsten Liga vertreten waren. Gemeinsam in der zweiten Liga vertreten waren beide Vereine in den drei Spielzeiten zwischen 1995/96 und 1997/98, in der Saison 2001/02, in den vier Spielzeiten zwischen 2005/06 und 2008/09 und sind es wieder seit der Saison 2016/17.

## Bilanz des Clásico Tamaulipeco
Einschließlich der bisher letzten Auseinandersetzung am 14. September 2018 kam es bisher zu insgesamt 32 Begegnungen. Von diesen gewannen die UAT Correcaminos 14 und der Tampico-Madero FC 10. Die restlichen 8 endeten unentschieden. Auch beim Torverhältnis von 39:32 liegen die Correcaminos in Führung.

## Personen
Trainer beider Vereine waren der Argentinier Rubén Ayala, die Uruguayer Héctor Hugo Eugui und Carlos Miloc sowie die Mexikaner José Luis „Chocolate“ Hernández, Ignacio Jáuregui, Diego Malta und José Luis Saldivar.
Der erfolgreichste Derby-Torschütze ist der mexikanische Stürmer Sergio Lira mit insgesamt vier Toren für die Jaibas. Der einzige Torschütze, der in den „Clásicos“ für beide Vereine erfolgreich war, ist der argentinische Stürmer Héctor „Yaya“ Álvarez.